# Aarón Salazar
 (janvier 2022).
Aarón Salazar est un footballeur international costaricien né le 15 mai 1999 à Heredia. Il joue au poste de défenseur au CS Herediano.

## Biographie

### En club
Aarón Salazar rejoint l'académie du CS Herediano à l'âge de sept ans. Il débute avec l'équipe première le 17 décembre 2017 lors d'une défaite 2-1 en championnat contre l'ADM Pérez Zeledón.
En 2018, il rejoint l'AD San Carlos pour un prêt de deux saisons.

### En sélection
Le 14 octobre 2020, il figure pour la première fois sur le banc des remplaçants de l'équipe nationale A, mais sans entrer en jeu, lors d'une rencontre amicale face au Panama.
Le 10 juin 2021, il joue son premier match avec le Costa Rica contre les États-Unis en amical (défaite 4-0). Il dispute la première mi-temps.

## Palmarès
| CS Herediano - Championnat du Costa Rica (2) : - Champion : 2017 (Apertura) et 2019 (Apertura). - Supercoupe du Costa Rica (1) : - Vainqueur : 2020. |  | AD San Carlos - Championnat du Costa Rica (2) : - Champion : 2019 (Clausura). |